# Solidobalanus engbergi
Solidobalanus engbergi är en kräftdjursart som först beskrevs av Henry Augustus Pilsbry 1921.  Solidobalanus engbergi ingår i släktet Solidobalanus och familjen Archaeobalanidae. Inga underarter finns listade i Catalogue of Life.